# Комарники (заповідне урочище)
Кома́рники — заповідне урочище в Україні. Розташоване на території Івано-Франківського району Івано-Франківської області, на південний захід від села Манява. На території урочища на висоті 1100 м зростають високогірні смерічки та букові праліси, віком до 190 років
Площа 175 га, статус отриманий у 2004 році.